# Joaquim Guiu i Bonastre
Joaquim Guiu i Bonastre (l'Hospitalet de Llobregat, 1898 – Santa Maria del Collell, 30 de novembre de 1939) fou un religiós catòlic català.
D'ideologia carlina, era nebot de Pere Bonastre, rector de Llinars del Vallès. Fou ordenat prevere pel bisbe de Vic el 15 de juny de 1924. El 1927 fou nomenat coadjutor de la parròquia de la Puríssima Concepció de Sabadell, i com a vicari va publicar el llibre La Parròquia de la Puríssima Concepció. Al juny de 1929 és nomenat coadjutor de l'Hospitalet. L'abril del 1930 el bisbe Miralles el nomena coadjutor de la parròquia dels Sants Just i Pastor de Barcelona. Va col·laborador amb Joan Tusquets Terrats, amb qui va organitzar una xarxa d'informadors i espies sobre les activitats de la francmaçoneria i fou secretari de la revista trimestral Biblioteca Las Sectas (1932-1936), de la qual el mateix Tusquets n'era director.
El novembre de 1933 fou traslladat com coadjutor a la parròquia de Sant Pere de les Puel·les de Barcelona. En els dies finals de la guerra civil espanyola, va ser assassinat el 30 de gener de 1939 a Santa Maria del Collell.

## Obres[5]
- Notes històriques de la tenència de Santa Eulàlia de Provençana
- La Parròquia de la Puríssima Concepció (1929)
- Ressenya històrica de l'Hospitalet a l'Espill (1936)